# Seattle Sounders (1974–1983)
O Seattle Sounders foi um time de futebol profissional dos EUA com sede em Seattle, Washington . Fundada em 1974, a equipe pertencia à Liga de Futebol da América do Norte, onde jogava futebol e futebol indoor . A equipe desistiu após a temporada de 1983 da NASL. 

## História
Uma equipe de expansão de Seattle para a North American Soccer League foi proposta no início de 1973 como parte de uma nova Divisão Ocidental que incluiria Los Angeles, San Jose e Vancouver.  Em 11 de dezembro de 1973, a liga concedeu a Seattle uma equipe de expansão pertencente a um grupo de empresários locais liderados por Walter Daggatt, da Alpac Corporation ; a equipe jogaria no Memorial Stadium, na divisão ocidental, ao lado de novas equipes em Los Angeles, San Francisco (depois mudou-se para San Jose) e Vancouver.  Um concurso de nomes foi realizado em janeiro de 1974, com uma lista de seis finalistas: Cascades, Evergreens, Mariners, Schooners, Sockeyes e Sounders.  "Sounders" foi anunciado como o vencedor do concurso em 21 de janeiro, tendo sido escolhido em 32% dos 3.735 votos expressos pelo público. 
A franquia foi encerrada em 6 de setembro de 1983, depois que os donos da maioria, Frank e Vince Coluccio, lutaram para manter o clube à tona até que o time não se classificasse para os playoffs.  A família Coluccio comprou a franquia em 1979. 

## Estádio
Os Sounders tocaram no Memorial Stadium durante as duas primeiras temporadas antes de se mudarem para o Kingdome . Em 25 de abril de 1976, 58.218 assistiram ao Seattle Sounders e ao New York Cosmos no primeiro evento esportivo realizado no Kingdome. 
De 1979 a 1982, eles competiram em três campanhas da NASL Indoor, jogando seus jogos em casa também no Kingdome. 

## Apoiantes
O Seattle Sounders foi apoiado pelo "Seattle Sounders Booster Club" na década de 1970 e no início da década de 1980. 